# Jeziora Plitwickie

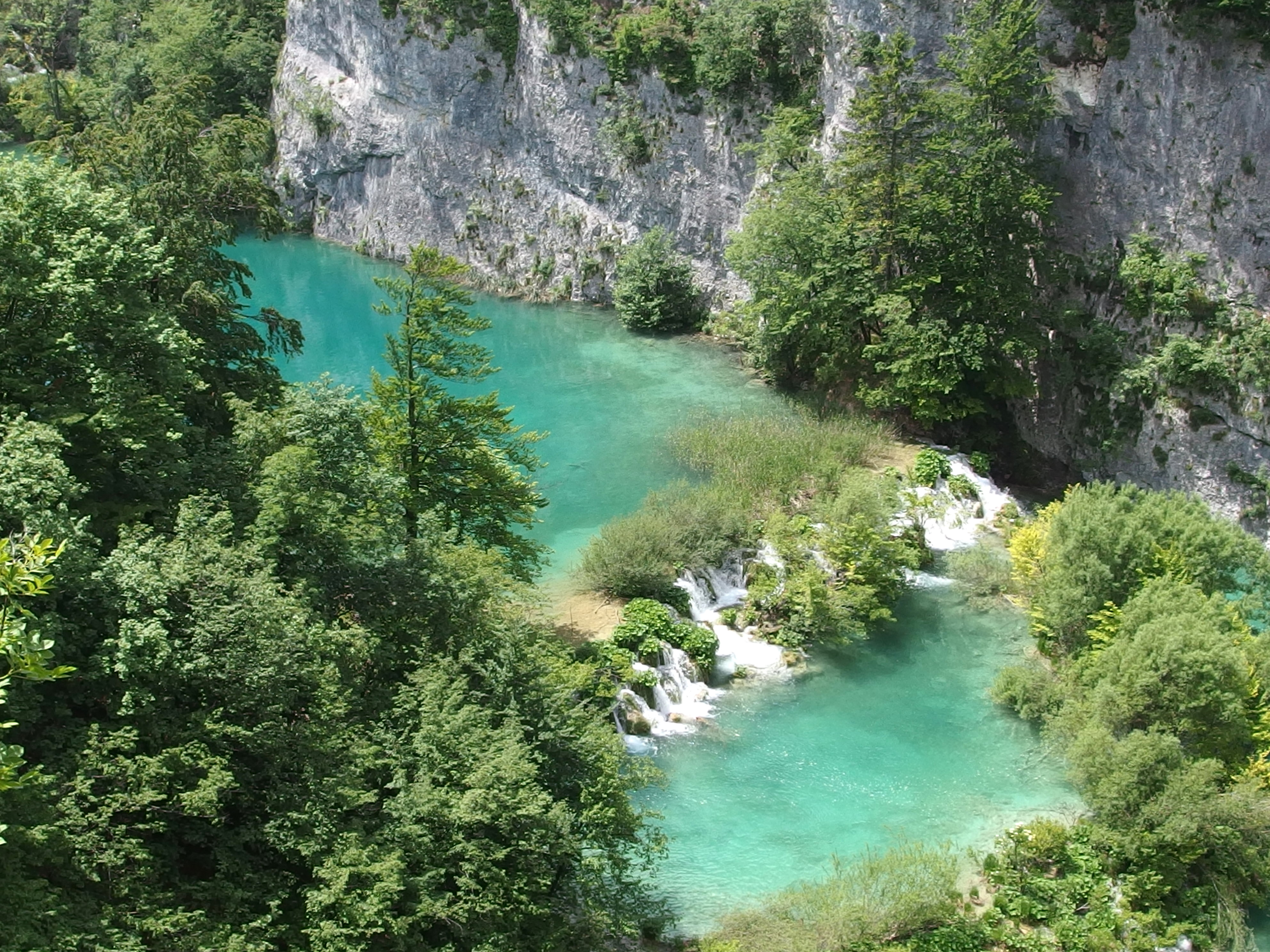
Brzegi jezior tworzą często wapienne urwiska

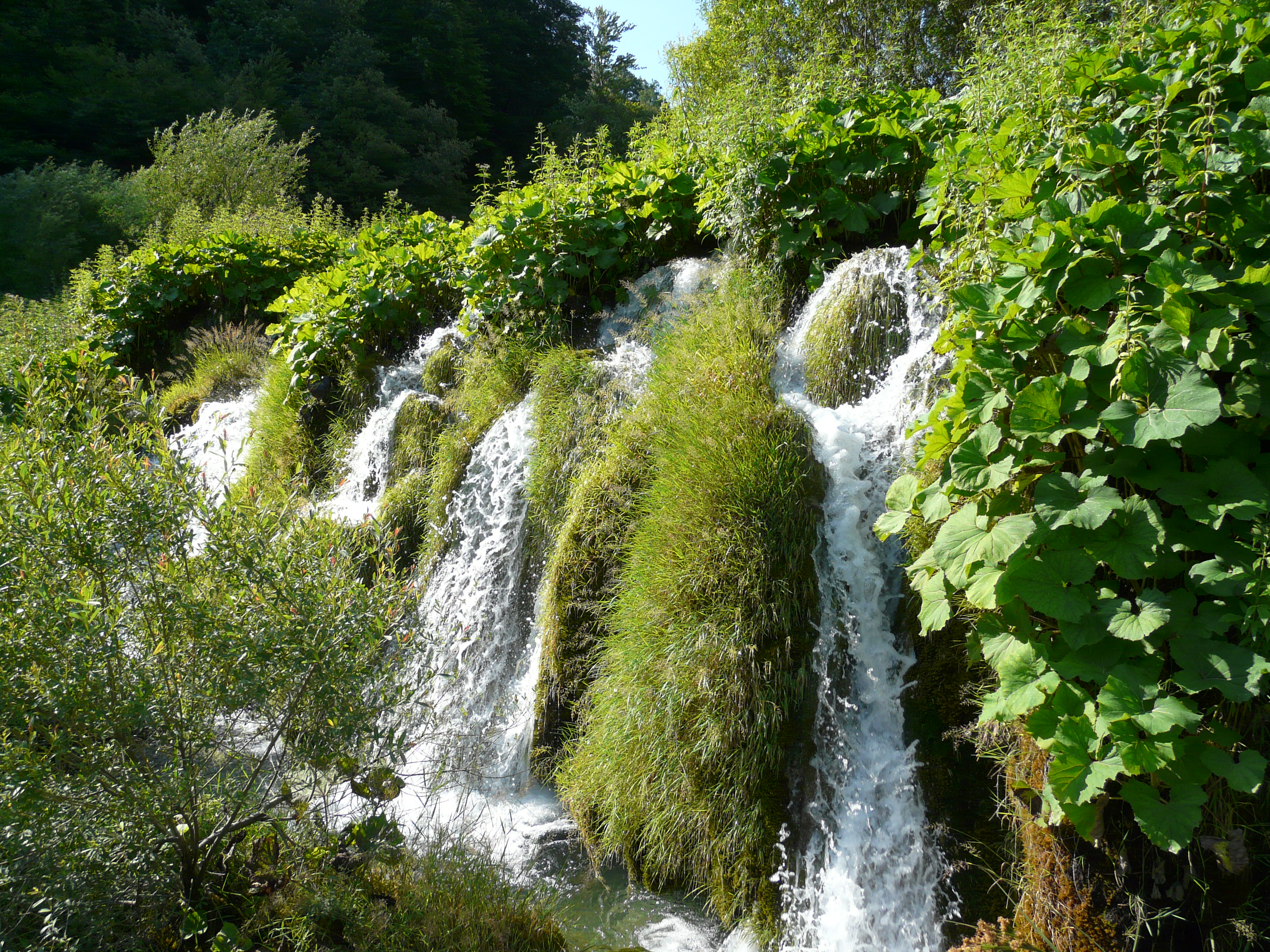
Trawertynowe progi porasta z czasem bujna roślinność

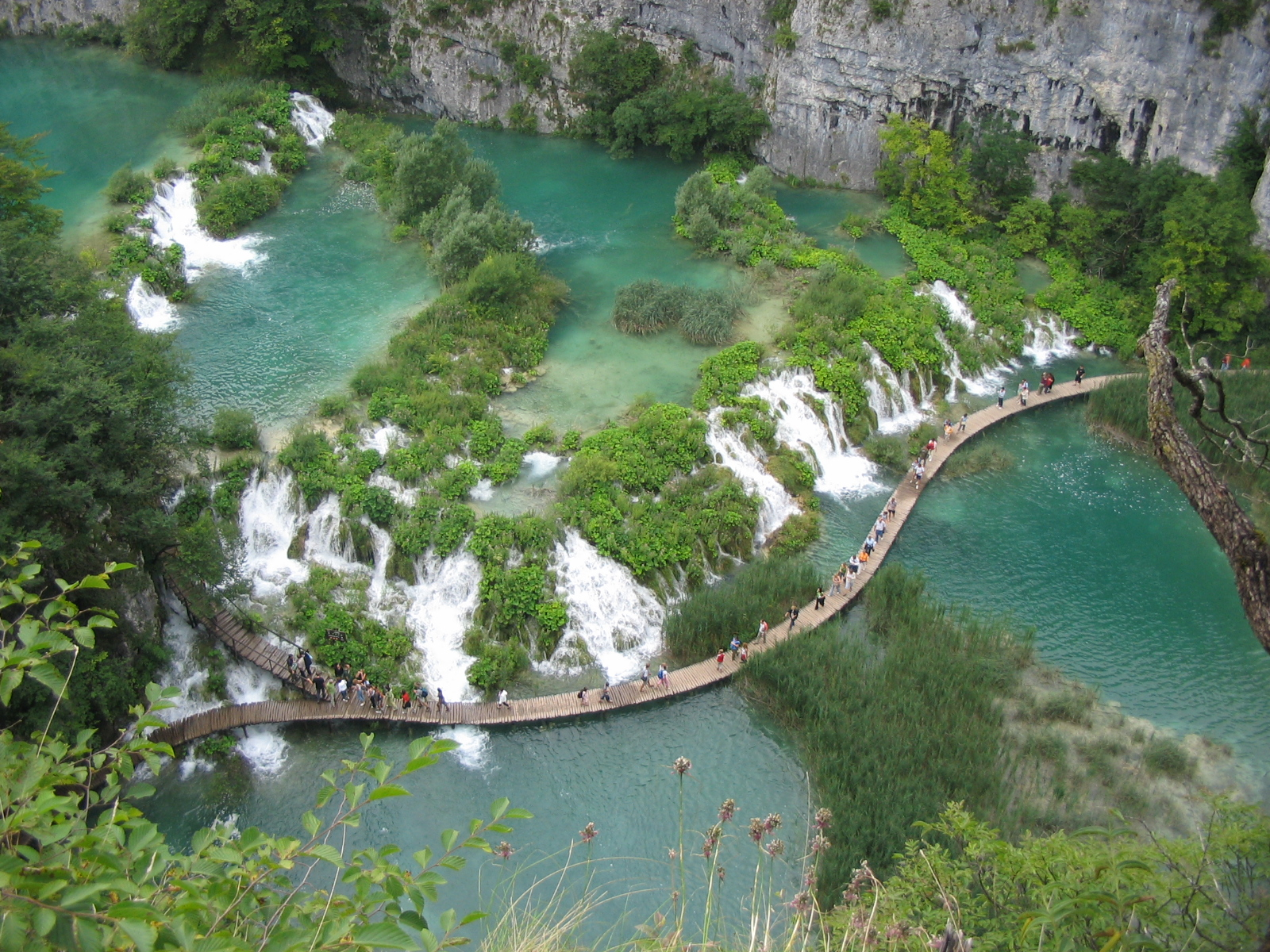
Drewniane pomosty udostępniają jeziora turystom

Jeziora Plitwickie (chorw. Plitvička jezera) – zespół połączonych ze sobą jezior krasowych w centrum Chorwacji, w historycznym regione Lika, w pobliżu granicy z Bośnią i Hercegowiną oraz w odległości (w linii prostej) ok. 55 km od wybrzeża Adriatyku.

## Charakterystyka
Leżą w górskim, krasowym terenie na wschodnim skraju Gór Dynarskich. Powstały w terenowej depresji pomiędzy masywami górskimi Mala Kapela na zachodzie i Plješevica na wschodzie. Podłoże stanowią tu skały węglanowe pochodzące z mezozoiku. Głównie są to wapienie, często jednak z wkładkami dolomitów, a nawet partie czysto dolomitowe. Różnice pomiędzy odporniejszymi skałami dolomitowymi z triasu, a łatwiej krasowiejącymi i bardziej rozpuszczalnymi warstwami kredowych wapieni znalazły odzwierciedlenie w dzisiejszym ukształtowaniu systemu jezior. Specyficzne właściwości hydrogeologiczne tych skał umożliwiły z jednej strony retencję wód w warstwach dolomitowych, a z drugiej strony wycięcie głębokich kanionów w skałach wapiennych. W związku z tym kompleks Jezior Plitwickich tworzą dwa zespoły połączonych kaskadowo jezior: tzw. Górne Jeziora (chorw. Gornja jezera) i Dolne Jeziora (chorw. Donja jezera). Jeziora Górne, uformowane w warstwach dolomitowych, większe powierzchniowo i objętościowo od Jezior Dolnych, mają stosunkowo łagodne brzegi i rozbudowaną linię brzegową. Jeziora Dolne są mniejsze, usytuowane w głębokim kanionie o gołych, urwistych ścianach.
Istnienie jezior uwarunkowane było powstaniem oddzielających je od siebie trawertynowych grobli. Tworzą się na nich wodospady, których istnieje tutaj ponad 90. Trawertyn zaczął się tu osadzać na naturalnych progach i przeszkodach w korycie przepływającej przez jeziora rzeki z końcem późnego glacjału, ok. 15 – 12 tys. lat b2k, w czasie trwania cieplejszego okresu klimatycznego. Z czasem znaczne jego powierzchnie wtórnie porosły roślinnością.
Długość wszystkich jezior wynosi łącznie 8,2 km, a ich łączna powierzchnia – ok. 200 ha.
W skład Górnych Jezior wchodzą kolejno: Prošćansko jezero, Ciginovac, Okrugljak, Batinovac, Veliko jezero, Malo jezero, Vir, Galovac, Milino jezero, Gradinsko jezero, Burgeti i Kozjak. Jezioro Kozjak jest największym ze wszystkich jezior: ma powierzchnię 80 hektarów i jest głębokie na 49,5 m. W skład Dolnych Jezior wchodzą: Milanovac, Gavanovac, Kaluđerovac i Novakovića Brod, usytuowane kolejno w głębokiej i wąskiej, kanionowatej dolinie. Największe i najbardziej atrakcyjne wodospady to: Batinovački Slapovi, Galovački Slap, Kozjački Slapovi, Milanovački Slapovi, Slapovi Milke Trnine.
Jeziora zasilane są systemem wód podziemnych i powierzchniowych, wśród których wyróżniają się potoki Crna rijeka i Bijela rijeka. Koło wsi Plitvički Leskovac łączą się one, tworząc rzekę Matica, która już 1 km niżej wpada do pierwszego jeziora – Prošćansko (powierzchnia 63 ha, głębokość maks. 37 m). Potok Plitvice, dopływający po powierzchni otaczającej Plitwickie Jeziora wierzchowiny w rejon najniższego z jezior, spada w głąb doliny wysokim na 78 m Wielkim Wodospadem (chorw. Veliki slap). Jest to największy wodospad Chorwacji. Wody Plitvicy i systemu Jezior Plitwickich łączą się w wysokiej na 25 m kaskadzie Sastavci (chorw. slapište Sastavci), poniżej której dają początek rzece Korana. Ta spływa głębokim kanionem, poprzez kolejne 4 kaskady.
Różnica wysokości pomiędzy taflą pierwszego jeziora (Prošćansko jezero, 636 m n.p.m.) a początkiem rzeki Korany (480 m n.p.m.) wynosi 156 m.

## Ochrona
Cały system jezior leży w granicach Parku Narodowego Jezior Plitwickich. Jest jednym z najliczniej odwiedzanych przez turystów rejonów w głębi Chorwacji. Wszystkie jeziora w różnym stopniu dostępne są dla turystów, jednak nie wolno się w nich kąpać ani uprawiać sportów wodnych.